# Charentien
Charentien je středopaleolitická kultura z okruhu moustérienu s malým podílem levalloiské techniky a mnoha drasadly. Pojmenován podle departement Charente v jihozápadní Francii. Na předním východě se vyskytuje Jabrudien, což je Charentien, facie Quina. 